# Kopernik (krater marsjański)
Kopernik (Copernicus) – krater na powierzchni Marsa o średnicy 294 km, położony na 48,8° szerokości południowej i 190,8° długości wschodniej (♂ 48,8°S 169,2°W/-48,800000 -169,200000).
Decyzją Międzynarodowej Unii Astronomicznej w 1973 roku został nazwany od polskiego astronoma Mikołaja Kopernika.